# Jerzy Piekalski
Jerzy Piekalski (ur. 19 grudnia 1956 roku w Górze) – polski archeolog, specjalizujący się w archeologii późnego średniowiecza i nowożytności, architekturze i budownictwie ogólnym; nauczyciel akademicki związany z Uniwersytetem Wrocławskim.

## Życiorys
Urodził się w 1956 roku w Górze, w województwie dolnośląskim, gdzie spędził swoje dzieciństwo i wczesną młodość. W latach 1976–1982 studiował na Wydziale Filozoficzno-Historycznym Uniwersytetu Wrocławskiego zdobywając magisterium z archeologii. Bezpośrednio po ukończeniu studiów podjął pracę w Muzeum Zamkowym w Malborku. W latach 1984–1991 był zatrudniony w Instytucie Historii Architektury, Sztuki i Techniki Politechniki Wrocławskiej. W międzyczasie na swojej macierzystej uczelni uzyskał stopień naukowy doktora nauk humanistycznych na podstawie pracy pt. Wrocław-Ołbin we wczesnym średniowieczu, którą napisał pod kierunkiem prof. Józefa Kaźmierczyka. 
W 1991 roku został zatrudniony w Katedrze, a następnie po jej przekształceniu w Instytucie Archeologii UWr. Korzystając ze stypendiów programu TEMPUS, Fundacji Alexandra von Humboldta i Fundacji Lanckorońskich, odbył liczne staże naukowe na uniwersytetach w: Tybindze (1995), Getyndze (1996–1998, 2000) i Wiedniu (2000). Rada Wydziału Nauk Historycznych i Pedagogicznych UWr nadała mu w 2000 roku stopień naukowy doktora habilitowanego nauk humanistycznych w zakresie archeologii o specjalności archeologia średniowiecza na podstawie rozprawy nt. Od Kolonii do Krakowa. Przemiana topografii wczesnych miast. W 2002 roku otrzymał stanowisko profesora nadzwyczajnego. W 2005 roku prezydent Aleksander Kwaśniewski nadał mu tytuł profesora nauk humanistycznych. 
Był też długoletnim dyrektorem Instytutu Archeologii UWr.
W 2019 został członkiem Rady Doskonałości Naukowej I kadencji.

## Dorobek naukowy
Jego zainteresowania naukowe koncentrują się wokół zagadnień związanych z archeologią późnego średniowiecza i nowożytności, architekturą i budownictwem ogólnym, ze szczególnym uwzględnieniem archeologii miast, zamków i rezydencji oraz klasztorów i kościołów. O uznaniu jego dorobku naukowego świadczy fakt powołania go do Polskiej Akademii Nauk. Jest autorem 42 publikacji, w tym współautorem 3 książek. Ponadto napisał samodzielnie lub z zespołem ponad 120 nieopublikowanych sprawozdań z wykopalisk archeologicznych. Wypromował jak dotychczas 6 doktorów. Do ważniejszych jego publikacji należą:
- Wrocław średniowieczny : studium kompleksu osadniczego na Ołbinie w VII-XIII w., Wrocław 1991.
- Od Kolonii do Krakowa : przemiana topografii wczesnych miast, Wrocław 1999
- Ze studiów nad życiem codziennym w średniowiecznym mieście : parcele przy ulicy Więziennej 10-11 we Wrocławiu, Wrocław 1999.
- Średniowieczny Śląsk i Czechy, centrum średniowiecznego miasta, Wrocław a Europa Środkowa, Wrocław 2000.
- Wczesne domy mieszczan w Europie Środkowej : geneza, funkcja, forma, Wrocław 2004.
- Ulice średniowiecznego Wrocławia, Wrocław 2010.
- Archeologia gliwickiego Rynku, Wrocław 2011.